# Evangelina Carmen Lozano
Evangelina Carmen Lozano (n. 1973) es una botánica, micóloga, curadora, y profesora argentina. Es investigadora en la "Facultad de Ciencias Naturales", de la Universidad Nacional de Salta.

## Algunas publicaciones
- evangelina c. Lozano, m.a. Zapater. 2010. The genus Erythrina (Leguminosae) in Argentina. Darwiniana 48 (2): 179-200 archivo en línea

- maría a. Zapater, laura m. Califano, elvio m. del Castillo, mirta a. Quiroga, evangelina c. Lozano. 2009. Las especies nativas y exóticas de Tabebuia y Handroanthus (Tecomeae, Bignoniaceae) en Argentina. Darwiniana 47 (1 ): 185-220. Revista del Instituto de Botánica Darwinion. ISSN 0011-6793

- evangelina c. Lozano, maría a. Zapater. 2008. Delimitación y estatus de Handroanthus heptaphyllus y H. impetiginosus (Bignoniaceae, Tecomeae). Darwiniana 46 (2) :304-317 archivo en línea (enlace roto disponible en Internet Archive; véase el historial, la primera versión y la última).

## Honores
Miembro de
- Sociedad Argentina de Botánica[1]
- La abreviatura «E.C.Lozano» se emplea para indicar a Evangelina Carmen Lozano como autoridad en la descripción y clasificación científica de los vegetales.[2]